# Нидана
Нидана — в буддизме — звено причинно-следственной зависимости в цепи перерождений. Каждое звено обусловлено предыдущим и обусловливает последующее. Эта цепь удерживает человека в мире страданий, и разорвать её можно только усилием воли, прекратив создание предпосылок для новых рождений.
В буддизме наиболее часто упоминаются двенадцать звеньев:
1. Неведенье (авидья). Мы не осознаём истинную природу ума. Мы верим в реально существующего «Себя».
2. Зарождение привычек и шаблонов разума (санскар, или санкхар). Эта неосведомлённость приводит к беспокоящим эмоциям, которые вызывают действия. Эти искажающие действия оставляют отпечатки в потоке нашего сознания (карма). В соответствующих условиях эти отпечатки проявятся и сформируют наше будущее существование.
3. Распознавание объектов, сознание (виджняна, или винняна). Поток сознания несёт отпечатки и позволяет созревать.
4. Присваивание наименований и придание форм (намарупа). Привычки от прежних существований заставляют нас считать «Себя» составленными из тела (формы) и ментальных действий (имя).
5. Пробуждение шести органов восприятия, базовое восприятие (шадаятана). Оно является частью формы и действует в качестве дверей во внешний мир.
6. Связь с предметами (спарша, или пхасса). В этом звене устанавливается контакт между сознанием и объектом.
7. Ощущение удовольствия или страдания от связи с предметами (ведана). Контакт с приятными объектами приводит к приятным ощущениям, контакт с неприятными объектами приводит к неприятным ощущениям.
8. Желание достигать или избегать, привязанность (тришна, или танха). Ощущения приводят к привязанности.
9. Привязанности и деятельность (упадана). Мы пытаемся получить предметы нашего желания или пытаемся избежать их. Это приводит к дальнейшим отпечаткам в сознании.
10. Воплощение, рождение (бхава). После смерти отпечатки в сознании ведут к новому существованию.
11. Рождение (джати). Согласно отпечатков (карма) мы принимаем рождение.
12. Старение (джара) и смерть (марана). После рождения мы становимся всё старше и старше и, наконец, умираем.

Эта цепь причин и следствий покрывает весь цикл материального существования.